# WTA Tour Championships 2012 - Doppio
Il doppio  del WTA Tour Championships 2012 è stato un torneo di tennis facente parte del WTA Tour 2012.
Liezel Huber e Lisa Raymond erano le detentrici del titolo ma sono state battute in semifinale da Andrea Hlaváčková e Lucie Hradecká, che hanno perso la finale con Marija Kirilenko e Nadia Petrova per 6-1, 6-4.

## Giocatrici
1. Sara Errani /  Roberta Vinci (semifinale)
2. Andrea Hlaváčková /  Lucie Hradecká (finale)

1. Liezel Huber /  Lisa Raymond (semifinale)
2. Marija Kirilenko /  Nadia Petrova (campionesse)

## Tabellone

### Legenda
| - Q = Qualificato - WC = Wild card - LL = Lucky loser | - ALT = Alternate - SE = Special Exempt - PR = Protected Ranking | - w/o = Walkover - r = Ritirato - d = Squalificato |

### Fasi Finali
|  | Semifinali | Semifinali                       | Semifinali                       | Semifinali | Semifinali |  |  | Finale | Finale                           | Finale                           | Finale | Finale |  |
|  |            |                                  |                                  |            |            |  |  |        |                                  |                                  |        |        |  |
|  | 1          | Sara Errani Roberta Vinci        | 6                                | 3          | [4]        |  |  |        |                                  |                                  |        |        |  |
|  | 4          | Marija Kirilenko Nadia Petrova   | 1                                | 6          | [10]       |  |  | 4      | Marija Kirilenko Nadia Petrova   | Marija Kirilenko Nadia Petrova   | 6      | 6      |  |
|  | 3          | Liezel Huber Lisa Raymond        | Liezel Huber Lisa Raymond        | 6          | 1          |  |  | 2      | Andrea Hlaváčková Lucie Hradecká | Andrea Hlaváčková Lucie Hradecká | 1      | 4      |  |
|  | 2          | Andrea Hlaváčková Lucie Hradecká | Andrea Hlaváčková Lucie Hradecká | 7          | 6          |  |  |        |                                  |                                  |        |        |  |